# Organización territorial de Ingusetia
La República de Ingusetia se divide administrativamente en cuatro distritos y cuatro ciudades de subordinación republicana: Magás, Nazrán, Karabulak y Malgobek.

## División administrativa
- Ciudades y localidades bajo jurisdicción de la república:
  - Magas (Магас) (capital)
  - Malgobek (Малгобек)
  - Nazran (Назрань)
    - Ókrugs municipales:
      - Altiyevsky (Альтиевский)
      - Barsukinsky (Барсукинский)
      - Gamurziyevsky (Гамурзиевский)
      - Nasyr-Kortsky (Насыр-Кортский)
      - Pliyevsky (Плиевский)
      - Tsentralny (Центральный)
- Distritos:
  - Dzheyrakhsky (Джейрахский)
  - Malgobeksky (Малгобекский)
  - Nazranovsky (Назрановский)
  - Sunzhensky (Сунженский)
    - Pueblos bajo jurisdicción del distrito:
      - Karabulak (Карабулак)